# Světla Mathauserová
Světla Mathauserová (popřípadě Světlana Mathauserová; 7. března 1924 Antalovce u Užhorodu – 21. února 2006 Praha) byla překladatelka, vysokoškolská učitelka, literární historička a rusistka. Jejím manželem byl český rusista a filozof prof. Zdeněk Mathauser.

## Život
Studovala gymnázium v Užhorodě, ale po nuceném odchodu celé rodiny z Podkarpatské Rusi do českých zemí dokončila středoškolské vzdělání v r. 1943 v Prostějově. Dále vystudovala v r. 1949 češtinu a ruštinu na Filozofické fakultě UK v Praze. Jako učitelka působila nejprve v Českých Budějovicích a poté čtyři desetiletí v Praze na FF UK.
Byla členkou v několika radách a společnostech, např. Obci překladatelů, Radě Slovanského ústavu, Společnosti Dr. Edvarda Beneše, Společnosti přátel Podkarpatské Rusi aj.
Věnovala se zejména starší ruské literatuře, teorii verše, srovnávacím literárním studiím, staroruské ústní lidové slovesnosti, teorii literatury atd. Posmrtně vyšla kniha jejích vzpomínek Cesty a křižovatky – Podkarpatská Rus, Morava, Čechy. – SPPR, 2011.

## Překlady
- Dmitrij Sergejevič Lichačov: Člověk v literatuře staré Rusi. – Odeon, 1974
- Povídky ze staré Rusi. – Odeon, 1984
- Smích a běs. : Staroruské hagiografické příběhy. – Odeon, 1988
- Poselství carských a císařských kurýrů : Řezno – Praha – Vídeň – Moskva 15.-17. století – Vyd. 1., Česká koordinační rada Společnosti přátel národů východu, 2000

## Dílo (výběr)
- Drevnerusskije teorii iskusstva slova. – Praha : Univ. Karlova, 1976, (AUC. Philologica, Monographia ; 63)
- O Vasiliji Zlatovlasém, kralevici české země. – Praha : Vyšehrad, 1982
- Cestami staletí : systémové vztahy v dějinách ruské literatury. – Praha : Univ. Karlova, 1986, (AUC. Philologica, Monographia ; 91)
- Překlad a jinakost, v : Souvislosti : Revue pro křesťanství a kulturu. – Č. 2 (1998), s. 63–68
- Test Puškinem, v : Puškinovské interpretačné variácie. – Bratislava : Univerzita Komenského, 2000, s. 9–20